# Balta scripta
Balta scripta är en kackerlacksart som först beskrevs av Robert Walter Campbell Shelford 1911.  Balta scripta ingår i släktet Balta och familjen småkackerlackor. Inga underarter finns listade.